# Help Yourself
"Help Yourself" é uma canção da cantora e compositora inglesa Amy Winehouse do seu álbum de estreia, Frank (2003). Lançada como o quarto e último single do álbum em 23 de agosto de 2004 como um lado-A duplo com "Fuck Me Pumps" (Pumps), alcançou o número 65 no  UK Singles Chart. A música não foi incluída no lançamento dos EUA de Frank. Uma edição de rádio foi lançada para fins promocionais. A música contém samples de "You Won't Be Satisfied (Until You Break My Heart)", conforme registrado por Doris Day em 1945.

## Faixas
Reino Unido CD single ("Pumps / Help Yourself")
1. "Pumps"
2. "Help Yourself"
3. "(There Is) No Greater Love" (AOL Session)

Reino Unido CD single ("Help Yourself / Pumps" edição especial)
1. "Help Yourself" (radio edit) – 4:00
2. "Pumps" (clean radio edit) – 3:19

## Créditos
Créditos adaptados das notas do encarte do CD "Pumps / Help Yourself".